# Àzeris
Els àzeris o azerbaidjanesos són un grup ètnic turc que habita principalment al nord-oest de l'Iran i a l'Azerbaidjan. Designats habitualment amb el mot Àzeris (àzeri: آذریلر/Azәrilәr,Azərbaycan Türkləri/آذربایجان تورک لری) o Āzarīs (en persa: ترک آذربایجانی), hom en troba també en una ampla zona del Caucas a l'altiplà iranià. Els àzeris són majoritàriament musulmans i tenen un patrimoni cultural format per elements turcs, iranians i caucàsics.

## Clarificació dels termes emprats
Històricament, als pobles turcs de l'Azerbaidjan iranià i del Caucas, se'ls anomenava « Turcs »
Quan la Transcaucàsia esdevingué part de l'Imperi Rus, les autoritats russes, que anomenaven tradicionalment Tàtars a tots els pobles turcs, començaren a emprar el terme Tàtars caucàsics per tal de distingir-los d'altres pobles turcs.
No fou fins a començaments del segle xx quan l'etnònim Azerbaidjanès començà a aparèixer, més particularment des de l'època de la República democràtica de l'Azerbaidjan (1918-1920).

## Llengua
La llengua àzeri, també denominada àzari, turc àzari o turc azerbaidjanès, que l'anomenen Azərbaycan dili o azərbaycanca, i de vegades Türki, a l'Azerbaidjan iranià, unifica els àzeris. És mútuament intel·ligible amb el turcman i el turc (incloent els dialectes parlats pels turcmans d'Iraq i els Qashqai). Totes aquestes llengües tenen un origen comú en la llengua parlada pels Oghuz, arribats al Caucas al segle xi. Es va començar a desenvolupar com a llengua literària vers el segle XIII
L'azerbaidjanès, la llengua oficial de la República de l'Azerbaidjan és parlada avui en dia per més del 90,6% de la seva població. És també parlat per 30 milions de persones a l'Iran, a Geòrgia, a Turquia i a Rússia gràcies a la immigració.